# 出口裕弘
出口 裕弘（でぐち ゆうこう、1928年8月15日 - 2015年8月2日）は、昭和・平成期の日本の作家、翻訳家、フランス文学者。元一橋大学教授。

## 来歴・人物
東京府北豊島郡日暮里町（現在の東京都荒川区東日暮里）の生まれ。ただし『北海道名士録 昭和35年度版』（1頁には千葉県松戸市出身とある。本名の訓みはヤスヒロといい、葛飾区立堀切小学校から東京府立第十一中学校（東京都立江北高等学校）を経て1945年4月、旧制浦和高等学校理科1組入学、1945年7月1日、武原寮（ぶげんりょう）に入寮しここで敗戦を迎えた。寮で1級下の野沢協と相識る。
1945年10月、文科甲類に転科する。在学中は文芸部に所属し、短歌や俳句、詩や小説などの創作活動に熱中した。童話や戯曲にも手を染め、もともとはドストエフスキーなどのロシア文学に傾倒していたが、文芸部長井上芳夫（のち映画監督となる）から第一書房刊のフランス現代小説シリーズを借りて読み、フランス文学に目覚める。当時から一貫して作家志望だった。1946年4月、理科から文科甲類に転科した同学年の澁澤龍雄（後の龍彦）と相識る。その後40年間以上にわたる澁澤龍彦との交遊の始まりとなった。
1948年、旧制浦和高等学校卒業、東京大学文学部フランス文学科入学。1952年、東京大学文学部フランス文学科を卒業、ジャーナリズム関係の就職試験に全敗したため、複数の大学でフランス語の臨時講師となった。
1954年6月、北海道大学文学部専任講師となり札幌市に赴任した。1955年、澁澤や小笠原豊樹（岩田宏）たちと共に同人誌「ジャンル」を創刊、尊敬する太宰治の本名にあやかって津島裕名義で短篇小説「白日」を発表した。
1956年3月に結婚。1958年、澁澤に誘われて同人誌「未定」に長篇小説「重い鞄」を発表するも第1回のみで中絶。1959年、北海道大学の学内綜合誌「北大季刊」に長篇小説「八月始末記」を発表するも第1回のみで中絶した。1959年8月、長男が誕生した。
1960年、澁澤の世話により、モーリス・ブランショ『文学空間』を粟津則雄と共訳した。1962年9月、東京経由でパリ大学文学部に私費留学した（当時の月給は3万円、ヨーロッパへの往復航空券は45万円ほど）。
1963年3月、パリ留学を切り上げてローマ経由で帰国、1963年4月、フランス語専任講師として一橋大学に赴任した。
1965年、調布市若葉町に平屋建て四間の新居を落成。1966年10月、北鎌倉の澁澤邸にて、尊敬する三島由紀夫と初対面を果たし、ユイスマンス『大伽藍』（1966年3月）の訳業を褒められる。1967年11月、ジョルジュ・バタイユ『有罪者』を翻訳出版し三島に献呈したところ、1967年12月21日、三島から「すばらしい本をお出しになりました。そして現下最も緊要なる本を」という返礼の葉書を受け取った。
1970年、一橋大学経済学部の教授に就任。1971年秋、「海」に長篇小説「京子変幻」を発表、小説家として商業誌に初登場。1972年、「海」に「天使扼殺者」を発表した。1972年7月、『京子変幻』単行本刊行。1973年秋、「海」に連作小説第1回「カンブリアの影」を発表するも、2回で中絶した。
1977年から1978年までソルボンヌ大学に国費留学、パリ第6区オデオン通りのシオラン宅をたびたび訪問する。1977年6月、澁澤夫妻の訪問を受け、堀内誠一夫妻と共に1ヶ月間、澁澤夫妻を観光案内した。
1978年1月、澁澤に刺激されてイタリアを旅行、アルベロベッロからシチリアまでを巡った。
1983年3月、長篇エッセイ「ロートレアモンのパリ」を発表した。
1992年、一橋大学を定年退官。1995年12月から1996年1月までイタリアへ旅行、トリノからシチリアまでを巡った。
2007年、『坂口安吾　百歳の異端児』で伊藤整文学賞、蓮如賞を受賞。
2015年8月2日、心不全のため86歳で死去した。

## 著書
- 『ボードレール』（紀伊國屋新書） 1969、のち小沢書店 1983
- 『行為と夢』（現代思潮社） 1970
- 『京子変幻』（中央公論社） 1972
- 『楕円の眼』（潮出版社） 1975
- 『天使扼殺者』（中央公論社） 1975
- 『風の航跡』（泰流社） 1978
- 『越境者の祭り』（河出書房新社） 1983
- 『ロートレアモンのパリ』（筑摩書房） 1983
- 『街の果て 出口裕弘全短編集』（深夜叢書社） 1985
- 『私設・東京オペラ』（筑摩書房） 1988
- 『ろまねすく』（福武書店） 1990
- 『ペンギンが喧嘩した日』（筑摩書房） 1990
- 『古典の愛とエロス』（朝日新聞社） 1992
- 『夜の扉』（日本文芸社） 1993
- 『綺譚庭園 澁澤龍彦のいる風景』（河出書房新社） 1995
- 『東京譚』（新潮社） 1996
- 『澁澤龍彦の手紙』（朝日新聞社） 1997
- 『辰野隆 日仏の円形広場』（新潮社） 1999、のち中公文庫 2019
- 『帝政パリと詩人たち ボードレール・ロートレアモン・ランボー』（河出書房新社） 1999
- 『三島由紀夫 昭和の迷宮』（新潮社） 2002
- 『太宰治 変身譚』（飛鳥新社） 2004
- 『坂口安吾 百歳の異端児』（新潮社） 2006

### 共著・編著
- 「迷宮の潭」（柄澤齊、シロタ画廊） 1981 - 『街の果て』に再録
- 『都市とエロス』（吉本隆明、深夜叢書社） 1986
- 『アンデルセン京都巡礼』（荒木経惟、メディアファクトリー） 1999
- 『バタイユの世界』第3版（清水徹共編、青土社） 1995
- 「澁澤龍彦文学館」（筑摩書房） 1990

「6 ダンディの箱」「8 世紀末の箱」を担当
- 『テキサス無宿 / キキ』（谷譲次、編・解説、みすず書房、大人の本棚） 2003

## 翻訳
- 『文学空間』（モーリス・ブランショ 、粟津則雄共訳、現代思潮社） 1962、改訂版 1977、のち現代思潮新社 2020
- 『エロティシズムの歴史』（ロー・デュカ、現代思潮社） 1964、のち北宋社 1995
- 『大伽藍 神秘と崇厳の聖堂讃歌』（ユイスマン、桃源社） 1966、のち改訂版 光風社出版 1985、のち再改訂 平凡社ライブラリー 1995
- 『有罪者 無神学大全』（ジョルジュ・バタイユ、現代思潮社） 1967、新装版 1975
- 『歴史とユートピア』（E・M・シオラン、紀伊国屋書店） 1967、新装版 1977
- 『内的体験 無神学大全』（ジョルジュ・バタイユ、現代思潮社） 1970、新装版 1989、のち平凡社ライブラリー 1998
- 『ラスコーの壁画』（ジョルジュ・バタイユ、二見書房、ジョルジュ・バタイユ著作集9） 1975
- 『自在の輪』（P・アレシンスキー、新潮社、創造の小径） 1976
- 『生誕の災厄』（E・M・シオラン、紀伊国屋書店） 1976、新装版 2009
- 『年をとったワニの話』ほか全5冊（レオポルド・ショヴォー、福音館書店） 1986 - 1987、福音館文庫 2002 - 2003
- 『長ぐつをはいたねこ』（シャルル・ペロー、三起商行） 1987
- 『名医ポポタムの話 ショヴォー氏とルノー君のお話集』（レオポルド・ショヴォー、国書刊行会） 1995
- 『告白と呪詛』（E・M・シオラン、紀伊国屋書店） 1994、新装版 2012